# Victoria (Colombia)
Victoria è un comune della Colombia facente parte del dipartimento di Caldas.
Il centro abitato venne fondato da Isidro Hernández, Pitasio Gil, Isidro Mejía, Miguel Jaramillo e Doroteo Domínguez nel 1879, mentre l'istituzione del comune è del 1887.